# Большеземельська тундра

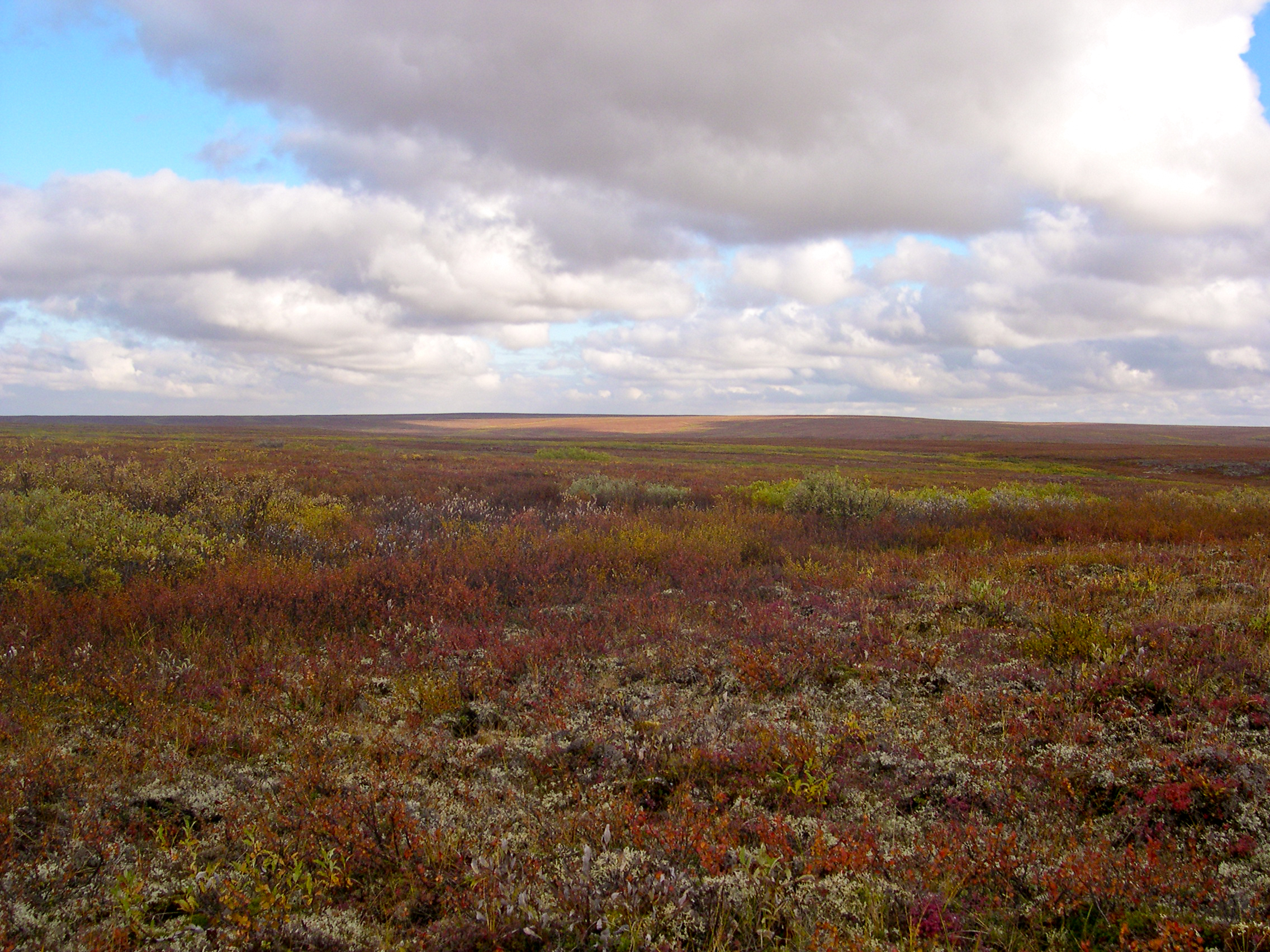
Большеземельська тундра в районі Воркути восени

Большеземе́льська ту́ндра — територія в межах Ненецького національного округу, Архангельської області і Республіки Комі (все — Росія), лежить між річками Печора та Уса, Північним Уралом та Пай-Хоєм, на півночі прилягає до Баренцова моря.
Являє собою низовину з окремими горбами і грядами висотою до 275 м. На заході простяглась гряда — Земляний (Большеземельський) хребет, на сході — кряж Чернишова. Багато боліт, озер. Поверхня большеземельської тундри складена переважно антропогеновими морськими та континентальними відкладами.
Клімат суворий (середні річні температури від —3 до —7°), опадів 250—450 мм. Большеземельська тундра багата на поверхневі води.
Рослинність тундрова, на півдні — ялинові і модринові ліси. Вегетаційний період 60—110 днів. Основне заняття населення — оленярство. В районі річки Воркута — поклади кам'яного вугілля.

## Персоналії
У 1933 році в тундрі народився Лєдков Василь Миколайович — ненецький поет, прозаїк і перекладач.